# Contrexéville Challenger 1997
Il Contrexéville Challenger 1997 è stato un torneo di tennis facente parte della categoria ATP Challenger Series nell'ambito dell'ATP Challenger Series 1997. Il torneo si è giocato a Contrexeville in Francia dal 14 al 20 luglio 1997 su campi in terra rossa.

## Vincitori

### Singolare
Julián Alonso ha battuto in finale  Andrea Gaudenzi con il punteggio di 6–4, 6–3

### Doppio
Petr Luxa /  David Škoch hanno battuto in finale  Brent Haygarth /  Greg Van Emburgh con il punteggio di 6–4, 6–2